# Strathmiglo
Strathmiglo är en ort i Storbritannien.   Den ligger i kommunen Fife och riksdelen Skottland, i den norra delen av landet, 600 km norr om huvudstaden London. Strathmiglo ligger 60 meter över havet och antalet invånare är 926.
Terrängen runt Strathmiglo är kuperad åt sydväst, men åt nordost är den platt. Runt Strathmiglo är det ganska tätbefolkat, med 139 invånare per kvadratkilometer. Närmaste större samhälle är Kirkcaldy, 19,1 km söder om Strathmiglo. Trakten runt Strathmiglo består i huvudsak av gräsmarker.